# Andrew Sachs

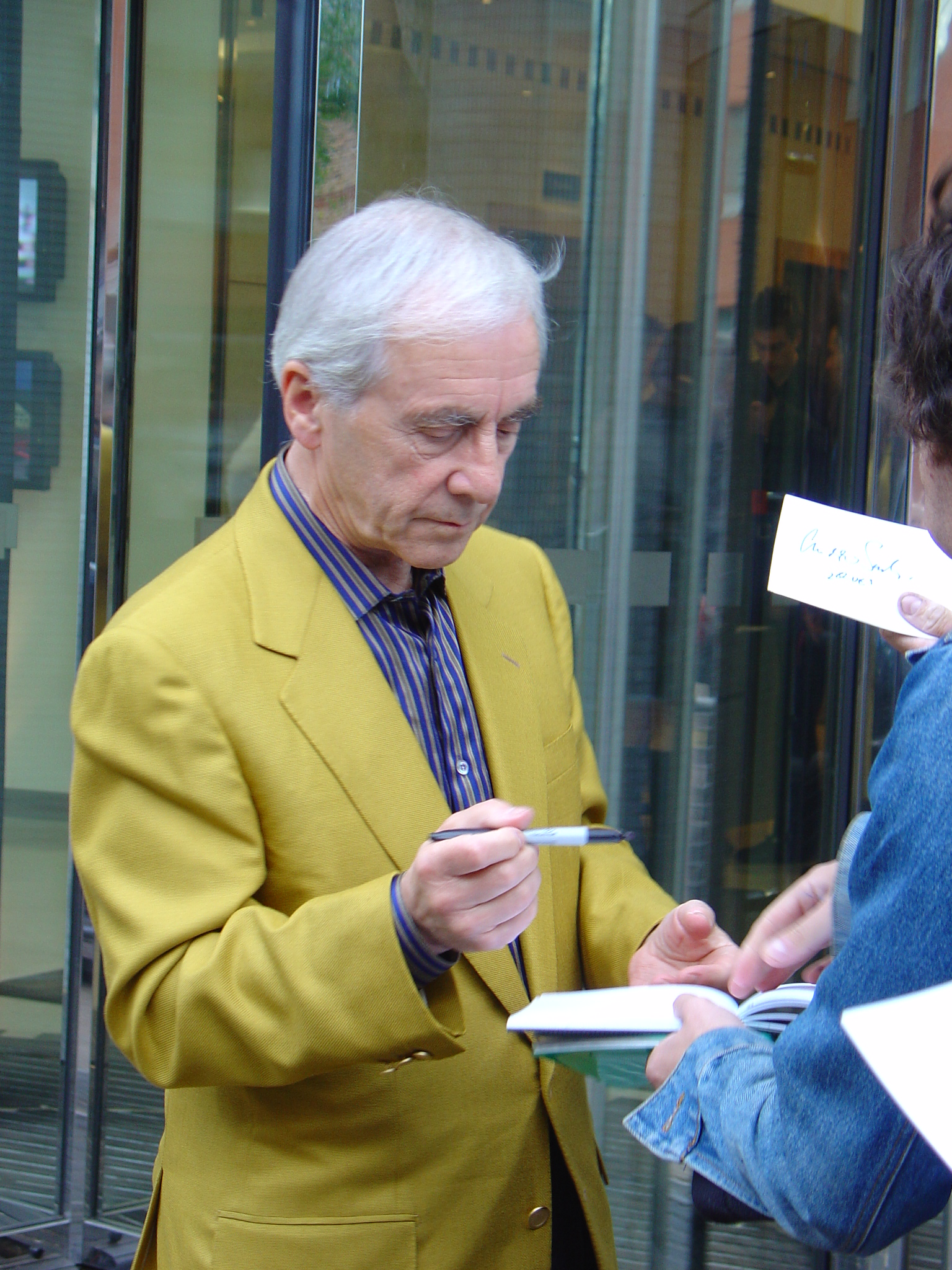
Sachs im Jahr 2004

Andrew Sachs (* 7. April 1930 in Berlin; † 23. November 2016 in London) war ein deutsch-britischer Schauspieler.

## Leben
Sachs wurde in Berlin als Andreas Siegfried Sachs geboren. Seine Familie flüchtete 1938 nach England, um der nationalsozialistischen Verfolgung der Juden zu entfliehen.
Sachs ist für seine Rolle als Manuel, der spanische Kellner in der Sitcom Fawlty Towers (1975 und 1979), bekannt und war gelegentlich als Erzähler von Fernseh- und Radio-Dokumentationen sowie Hörbüchern zu hören. Er war mit Melody Lang verheiratet, die in einer Folge von Fawlty Towers, in Basil the Rat, als Mrs. Taylor auftrat. Sein Stiefsohn ist John Sachs, ehemaliger Capital Radio-DJ und Gladiators-Kommentator, einer Spielshow der 1990er Jahre. Andrews Bruder Thomas Sachs lebt heute in Toronto.
Von 1984 bis 1986 spielte Sachs den Pater Brown in einer BBC Radio-Serie, die auf den Geschichten von Gilbert Keith Chesterton basierte. Sachs sprach alle Stimmen in der englischen Version von Jan Švankmajers Film Faust.
Sachs trat auch in vielen Kindersendungen im Fernsehen auf, wie William’s Wish Wellingtons, Starhill Ponies und AlfTales. Außerdem war er der Erzähler in mehreren Fernsehdokumentationen, unter anderen die …from-Hell-Serie von ITV und die Eyewitness-Videos.
2002 und 2004 spielte er den Dr. John Watson in zwei Staffeln neuer Sherlock-Holmes-Geschichten für BBC Radio 4, in denen Clive Merrison die Rolle des berühmten Detektivs übernahm. Diese Folgen wurden als The Further Adventures of Sherlock Holmes gesendet und sind auf CD und MC erhältlich.
Am 9. April 2006 trat Sachs in der BBC Radio 4-Adaption des Klassikers The Code of the Woosters als Jeeves mit Marcus Brigstocke als Bertie Wooster auf.
Er hatte auch Gastauftritte in mindestens zwei „ungewöhnlichen“ BBC-Serien. In einer Rolle, die sich auf seine Arbeit in Fawlty Towers bezog, war er der Hotelmanager in dem Film von 1977 Are You Being Served?. Später war er Skagra in der Audioversion der Doctor-Who-Geschichte Shada, die von Big Finish Productions produziert wurde.
In 2010 spielte er in der Verfilmung von Terry Pratchetts Ab die Post (Going Postal) den Postmeister Grütze.
Andrew Sachs hat vier Singles als Manuel veröffentlicht. Die erste war 1977 Manuel’s Good Food Guide, in einer Fotohülle mit Manuel auf dem Cover. Andrew Sachs trug dazu bei, indem er die Texte schrieb oder adaptierte. Die zweite Single war 1979 O Cheryl mit der Ode to England auf der B-Seite. Sie wurde unter dem Namen Manuel and Los Por Favors aufgenommen. Die Texte stammen von Andrew Sachs und B. Wade.
1981 veröffentlichte Manuel eine Coverversion von Joe Dolces UK-Nummer-eins-Hit Shaddap You Face unter dem gleichen Titel. Auf der B-Seite befand sich Waiter, there’s a Flea in my Soup. Andrew Sachs übersetzte auch Shaddap You Face ins Spanische. Dolce hatte Einwände und durch seine Intervention erschien die Single verzögert. Sie erreichte Platz 138 der britischen Charts.
Joe Dolce merkte jedoch an, dass Manuels Coverversion für ihn die drittbeste sei, nämlich nach der Aborigines-Version, die er mit Hilfe eines Stammesältesten der Aborigines schrieb, und einer italienischen Version, die Joe Dolce für „out of this world“ – „nicht von dieser Welt“ hält.
Im Oktober 2008 kam es zu einem Medienskandal, nachdem die BBC-Moderatoren Russell Brand und Jonathan Ross obszöne Nachrichten auf dem Anrufbeantworter von Sachs hinterlassen hatten, in denen Brand sich damit brüstete, Sex mit Sachs’ Enkeltochter Georgina Baillie gehabt zu haben. Der Vorfall führte zu massiven Beschwerden, einer Ofcom-Untersuchung und zur Beurlaubung der beiden Moderatoren. In die öffentliche Debatte schaltete sich auch Premierminister Gordon Brown ein.

## Filmografie (Auswahl)
- 1962: Simon Templar (The Saint, Fernsehserie, 1 Folge)
- 1970: Callan (Fernsehserie, 1 Folge)
- 1970: Randall & Hopkirk – Detektei mit Geist (Randall & Hopkirk (Deceased), Fernsehserie, 1 Folge)
- 1973: Hitler – Die letzten zehn Tage (Hitler: The Last Ten Days)
- 1975–1979: Fawlty Towers (Fernsehserie, 12 Folgen)
- 1977: Das liebestolle Hospital (What's up Nurse)
- 1978: Inspektor Clouseau – Der irre Flic mit dem heißen Blick (Revenge of the Pink Panther)
- 1981: Mel Brooks – Die verrückte Geschichte der Welt (History of the World, Part I)
- 1989: Jim Bergerac ermittelt (Bergerac, Fernsehserie, 1 Folge)
- 1994: Der Aufpasser (Minder, Fernsehserie, 1 Folge)
- 2000: Gerichtsmediziner Dr. Leo Dalton (Silent Witness, Fernsehserie, 2 Folgen)
- 2001: Nirgendwo in Afrika
- 2003: Doctors (Fernsehserie, 1 Folge)
- 2005: Speer und Er (Fernsehdreiteiler)
- 2006: The Bill (Fernsehserie, 1 Folge)
- 2008–2011: Casualty (Fernsehserie, 3 Folgen)
- 2009: Coronation Street (Fernsehserie, 27 Folgen)
- 2010: Terry Pratchett – Ab die Post (Going Postal)
- 2012: Quartett
- 2015: EastEnders (Fernsehserie, 2 Folgen)
- 2016: Alice im Wunderland: Hinter den Spiegeln (Alice Through the Looking Glass)